# Bougousso
Bougoussa est un village du nord-ouest de la Côte d'Ivoire, en Afrique de l'ouest. C'est une sous-préfecture du département de Minignan, dans la région du Folon, district du Denguélé.
La population est essentiellement constituée de Malinkés et Bambaras.